# Mauricio Prieto Gómez
Mauricio Prieto Gómez (11 de marzo de 1974) es un político mexicano, miembro del Partido de la Revolución Democrática (PRD). Fue diputado federal para el periodo de 2021 a 2024.

## Biografía
Es licenciado en Derecho egresado de la Universidad de Estudios Avanzados (UNEA) y se encuentra cursando una maestría Fiscal, es empresario dedicado al ramor de las gasolineras.
De 2008 a 2012 fue diputado a la LXXI Legislatura del Congreso del Estado de Michoacán y en 2013 presidente del comité municipal del PRD. De 2018 a 2021 fue asesor del grupo parlamentario del PRD en la LXXIV Legislatura del Congreso del Estado y de 2019 a 2021 fue jefe regional de Puruándiro, Michoacán.
En 2021 fue candidato de la coalición Va por México a diputado federal por el Distrito 2 de Michoacán, resultando elegido a la LXV Legislatura. En la Cámara de Diputados fue secretario de las comisiones de Energía; y, de Infraestructura; e integrante de la comisión de Turismo.
El 21 de diciembre de 2023 sufrió un ataque armado a balazos mientras circulaba en la Carretera Federal 43 Morelia-Salamanca, a la altura de la localidad Culto del Povernir del municipio de Tarímbaro, y al que logró sobrevivir. Tras ello, el PRD exigió al gobierno federal investigar el atentando en su contra, y de cuya autoría el propio Prieto Gómez responsabilizó al diputado al Congreso Local, Baltazar Gaona García.
Al día siguiente formalizó una denuncia contra Gaona García, atribuyendo la agresión a un enfrentamiento político por cargos de elección popular.